# Rejon ostrowski (obwód pskowski)
Rejon ostrowski (ros. Островский район) – jednostka administracyjna wchodząca w skład obwodu pskowskiego w Rosji.
Centrum administracyjnym rejonu jest miasto Ostrow, a główne rzeki to: Wielikaja, Utroja, Łża, Siniaja, Wiersza, Kuchwa. W granicach rejonu usytuowane są centra administracyjne wiejskich osiedli: Woroncowo i Kriuki.